# Шульга Анатолій Васильович
Анато́лій Васи́льович Шульга́ (15 липня 1965 — 28 січня 2015) — солдат окремого загону спеціального призначення НГУ «Азов», учасник російсько-української війни.

## Життєпис
Учасник радянсько-афганської війни. Входив до складу «УНСО» та конотопської організації «Правого сектора».
На фронті — з червня 2014-го, номер обслуги артилерійського дивізіону, окремий загін спеціального призначення «Азов» Східного ОТО НГУ. Один з перших артилеристів у полку.
28 січня 2015-го вночі і вранці проросійські бойовики вели вогонь у напрямі сіл Гранітне та Миколаївка Волноваського району під Маріуполем. Вояки «Азова» виїхали на передову — задля відтягнення вогневого удару на себе та унеможливлення жертв серед мирного населення. Внаслідок артилерійсько-мінометної дуелі загинули солдати Анатолій Шульга і Геннадій Бєлофастов, шестеро вояків поранено. У тому бою знищено ворожу обслугу і склад набоїв.
Похований у Конотопі. Рішенням полку «Азов» мінометно-артилерійська рота названа на честь Анатолія Шульги.

## Нагороди та вшанування
- Указом Президента України № 176/2015 від 25 березня 2015 року, «за особисту мужність і високий професіоналізм, виявлені у захисті державного суверенітету та територіальної цілісності України», нагороджений орденом «За мужність» III ступеня (посмертно)[1].
- Нагороджений відзнакою ДУК ПС «Бойовий Хрест Корпусу» (посмертно)[2].
- З 2015 року в Конотопі існує вулиця Анатолія Шульги[3].
- Вшановується в меморіальному комплексі «Зала пам'яті», в щоденному ранковому церемоніалі 28 січня[4][5].